# Liste der Gedenktafeln in Berlin-Baumschulenweg
Die Liste der Gedenktafeln in Berlin–Baumschulenweg enthält die Namen, Standorte und, soweit bekannt, das Datum der Enthüllung von Gedenktafeln.
Die Liste ist nicht vollständig.

## Baumschulenweg
| Bild | Name                                              | Standort                  | Datum der Enthüllung |
| ---- | ------------------------------------------------- | ------------------------- | -------------------- |
|      | Fußballroute Berlin, Arbeitersportverein Fichte   | Köpenicker Landstraße 186 |                      |
|      | Fußballroute Berlin, Fichte–Sportplatz            | Köpenicker Landstraße 186 |                      |
|      | Gemeinnützige Baugesellschaft Berlin-Ost          | Ludwig-Klapp-Straße 1     |                      |
|      | Werner Kühl, Hans–Joachim Wolf und Chris Gueffroy | Chris–Gueffroy–Allee 20   |                      |
|      | Werner Kühl, Hans–Joachim Wolf und Chris Gueffroy | Chris–Gueffroy–Allee 20   |                      |
|      | NS-Opfer                                          | Kiefholzstraße 221        |                      |
|      | NS-Opfer                                          | Kiefholzstraße 221        |                      |
|      | NS-Zwangsarbeit im Raum Berlin                    | Scheiblerstraße 15        | 13. September 2024   |
|      | Opfer der Mauer                                   | Kiefholzstraße 222–236    |                      |
|      | Opfer der Mauer                                   | Kiefholzstraße 222–236    |                      |
|      | Polnische Zwangsarbeiter                          | Kiefholzstraße 222        |                      |
|      | Franz Späth                                       | Späthstraße 80–81         |                      |
|      | Hellmut Späth                                     | Späthstraße 80–81         |                      |